# Баранова (Иркутская область)
Баранова — деревня в Усть-Удинском районе Иркутской области.

## География
Деревня находится в 46 км от Осы.

## Население
По данным Всероссийской переписи населения 2010 года население НП составило 100 человек.

## Власть
Деревня в административном плане относится к Малышевскому муниципальному образованию Усть-Удинского района
Иркутской области.